# Жариков Дмитро Віталійович
Дмитро Віталійович Жариков (рос. Дмитрий Витальевич Жариков; 20 березня 1992, м. Новокузнецьк, Росія) — російський хокеїст, нападник. Виступає за ХК «Рязань» у Вищій хокейній лізі.  
Вихованець хокейної школи «Металург» (Новокузнецьк). Виступав за: «Витязь» (Чехов), «Російські Витязі» (Чехов).